# 横浜市立境木小学校
横浜市立境木小学校（よこはましりつ さかいぎしょうがっこう）は、神奈川県横浜市戸塚区平戸3丁目にある市立小学校。
旧東海道沿いに位置する学校であり、戸塚区内だけでなく保土ケ谷区の一部も学区となっている。隣接する横浜市立境木中学校と敷地を共有している。

## 沿革
出典
- 1964年（昭和39年） - この年から1965年（昭和40年）3月にかけて、第1期工事着工。鉄筋コンクリート3階建て、4教室完成。
- 1965年（昭和40年）4月1日 - 横浜市立初音ヶ丘小学校境木分校として開校。児童数175名。
- 1966年（昭和41年）
  - 3月 - 仮設教室4教室。
  - 4月1日 - 4学年まで8学級編成で、児童数324名。教職員9名。
  - 8月 - この月から1967年（昭和42年）2月にかけて、第2期工事（鉄筋3階建て8教室）完成。
- 1967年（昭和42年）4月1日 - 横浜市立初音ヶ丘小学校境木分校から独立し、横浜市立境木小学校として開校。
- 1968年（昭和43年）3月 - B棟6教室完成。
- 1969年（昭和44年）4月 - C棟6教室完成。
- 1970年（昭和45年）3月 - 体育館完成。
- 1971年（昭和46年）4月 - 仮設教室4教室増設（1972年（昭和47年）3月撤去）。
- 1972年（昭和47年）7月 - プール完成。
- 1979年（昭和54年）4月 - 権太坂小学校、六ッ川西小学校が独立。仮設教室撤去。
- 1982年（昭和57年）3月 - 創立15周年記念祝賀会開催。記念全校文集発行。また、地番変更に伴い、所在地が戸塚区平戸3丁目48番1号となる。
- 1987年（昭和62年）5月 - 創立20周年記念式典挙行し、祝賀会開催。校歌制定。
- 1988年（昭和63年）12月 - 藤棚設置。
- 1989年（平成元年）10月 - 横浜博記念植樹（クスノキ・ユリノキ）。
- 1993年（平成5年）10月 - 市民図書開設。
- 1997年（平成9年）5月 - 創立30周年記念式挙行、祝賀会開催。
- 1998年（平成10年）2月 - C棟耐震工事。
- 2002年（平成14年）8月 - 仮設教室設置。
- 2006年（平成18年）8月 - 耐震工事完了。
- 2008年（平成20年）
  - 1月 - A棟屋上防水シート張替。
  - 4月 - 給食民間委託。
  - 6月 - プール改修。
- 2009年（平成21年）1月 - 体育館改修。
- 2010年（平成22年）3月 - 太陽光パネル設置。
- 2012年（平成24年）8月 - エアコン設置。
- 2013年（平成25年）8月 - 外壁改修。
- 2016年（平成28年）
  - 3月 - B棟トイレ改修。
  - 10月 - 図書室B棟2階へ新設。
- 2017年（平成29年）
  - 3月 - B棟廊下防火扉設置。
  - 10月 - 創立50周年記念式挙行、祝賀会開催。
- 2019年（平成31年）4月 - 放課後キッズクラブ開設。

## 学区
- （出典 : [2]）
- 戸塚区
  - 品濃町（1770番地～1774番地、1775番地2号～1803番地4号、1803番地6号～1836番地）
  - 平戸2丁目（33番27号～41号、34番、35番、36番）
  - 平戸3丁目（1番～58番8号）
  - 平戸4丁目（16番61号～63号）
- 保土ケ谷区
  - 狩場町（217番地～229番地）
  - 権太坂1丁目（47番～53番）、権太坂2丁目（22番～26番）
  - 権太坂3丁目（8番21号～8番34号、17番～34番）
  - 境木本町（1番～17番、20番、21番、28番～67番、69番～72番）

## 学校周辺
- 横浜市立境木中学校 - 同一敷地内
- 旧東海道 - 学校付近では戸塚区と保土ケ谷区との区境となっている。
- 三王山公園
- 境木本町ふれあいの樹木
- 境木地蔵尊
- 横浜市立境木中学校第2グラウンド

## アクセス
- 横浜市営バス「106」・「210」・「214」の各系統で、「境木中学校前」バス停下車[3]。